# De re metallica
De re metallica (del llatí que significa Sobre la natura dels metalls) és un llibre sobre minera, refinació metal·lúrgica i fosa dels metalls, de Georg Bauer, més conegut pel seu nom llatinitzat de Georgius Agricola. Va ser publicat pòstumement el 1556. Aquest llibre va romandre com una autoritat durant molts anys següents a la seva publicació. També va ser un text important sobre química.
Agricola va passar nou anys a la vila de Joachimsthal, a Bohèmia, actualment a la República Txeca. Joachimsthal és famosa per les seves mines d'argent i és l'origen de la paraula taler' que va esdevenir el dòlar. Després de Joachimsthal, passà la resta de la seva vida a Chemnitz, una important ciutat minera de Saxònia, les dues poblacions es troben a les Muntanyes Metal·líferes. Agricola va inventar uns quants centenars d'expressions llatines per a descriure la mineria medieval.

## Resum
Aquest llibre consta d'un prefaci i dotze capítols i compta amb nombrosos gravats sobre fusta, 
Agricola adreça el seu llibre a importants aristòcrates alemanys el més important dels quals era Maurici elector de Saxònia i al seu germà August que el patrocinaven. En el prefaci descriu l'obra sobre la mineria d'antics escriptors, essent la seva font més antiga Plini el Vell. També descriu l'obra de contemporanis seus com és la de Calbus de Freiberg i la dels alquimistes.
Als dotze volums de l'obra Agrícola explica que la mineria no és només una tasca de sort sinó de prospecció que un cercador miner ha d'estar preparat científicament. Compta amb moltes referències als autors clàssics. Diu que la mineria és una activitat honorable. Al volum segon il·lustra com fer prospeccions mineres. Al llibre cinc mostra com s'han de fer les excavacions i al llibre nou la fosa de les menes. El volum deu explica la separació de l'or i de la plata usant àcids mentre que el llibre dotze fa referència a la fabricació de sal, sosa, alúmina, sofre, betum i vidre.

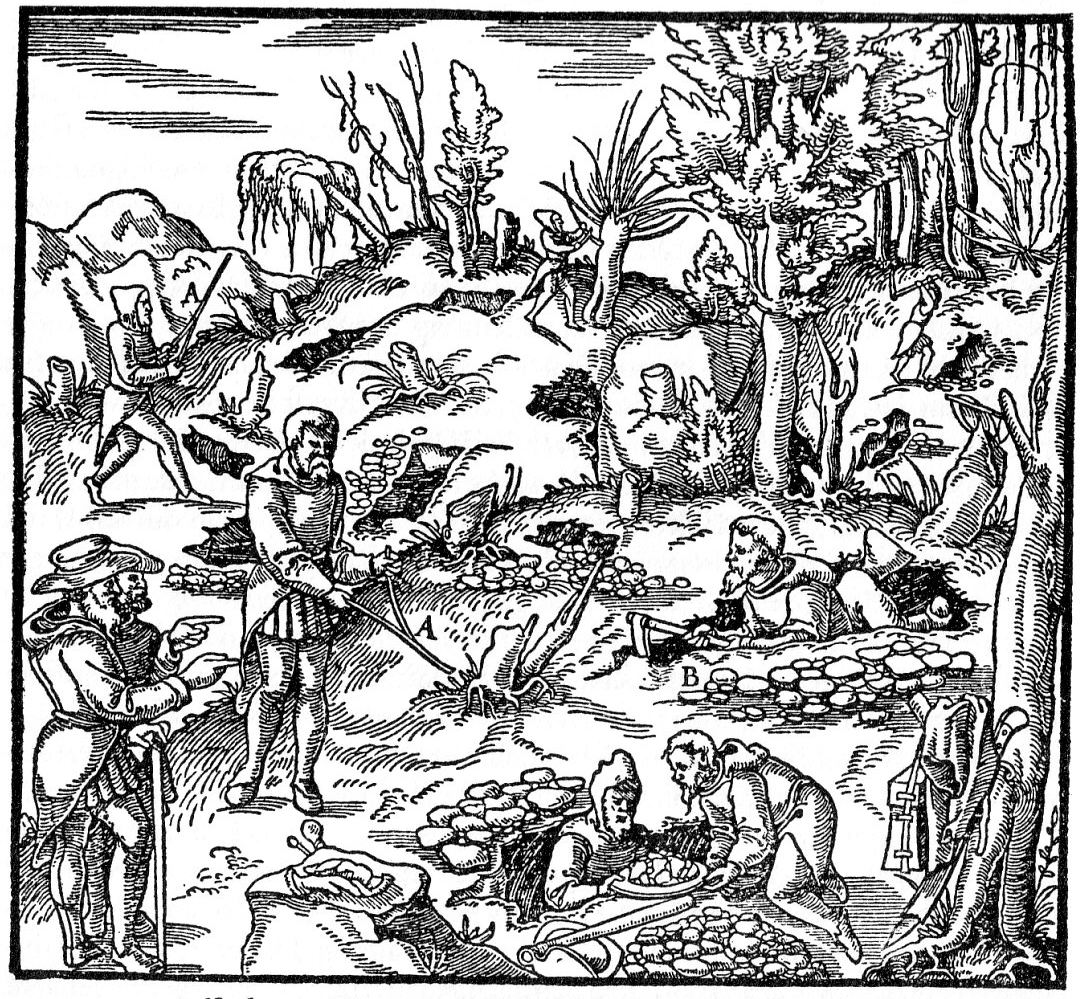
Prospeccions